# 秋田銀判
秋田銀判是於1863年11月發行的銀判，包括九匁二分、四匁六分和一匁一分五厘三個面值，其中一匁一分五厘是試鑄貨幣，十分罕見。

## 概要
表面刻有面值「九匁二分」、「四匁六分」和「一匁一分五厘」，背面有「秋」的戳印。
九匁二分重34.5公克、四匁六分重17.2公克。
發行秋田銀判前，久保田藩以八匁等於一兩為標準發行秋田封銀。然而，因為一分銀數量的缺乏便以九匁二分為標準發行秋田銀判。